# Nicolai Iversen
Nicolai Iversen (Aarhus, 27 gennaio 1980) è un ex cestista danese.

## Palmarès

### Squadra
- Campionato danese: 8

Bakken Bears: 2007, 2008, 2010, 2012, 2013, 2014, 2017, 2018
- Coppa di Danimarca: 6

Skovbakken/Bakken Bears: 2003, 2008, 2013, 2016, 2018
Svendborg Rabbits: 2011
- 2. Basketball-Bundesliga: 1

Tigers Tubinga: 2004

### Individuale
- Basketliga Forward of the Year (2008)
- Basketliga Domestic Player of the Year (2008)
- Basketliga Finals MVP (2008)